# Lijst van voetbalinterlands Congo-Kinshasa - Guinee
Deze lijst van voetbalinterlands is een overzicht van alle officiële voetbalwedstrijden tussen de nationale teams van Congo-Kinshasa (dat van 1971 tot 1997 Zaïre heette) en Guinee. De Afrikaanse landen hebben tot op heden dertien keer tegen elkaar gespeeld. De eerste ontmoeting was een groepswedstrijd tijdens de Afrika Cup 1970 op 9 februari 1970 in Wad Madani (Soedan). Het laatste duel, een kwalificatiewedstrijd voor de Afrika Cup 2025, werd gespeeld op 16 november 2024 in Abidjan (Ivoorkust).

## Wedstrijden
| №  | Plaats     | Datum            | Competitie                           | Wedstrijd               | Uitslag |
| -- | ---------- | ---------------- | ------------------------------------ | ----------------------- | ------- |
| 1  | Wad Madani | 9 februari 1970  | Afrika Cup 1970                      | Congo-Kinshasa − Guinee | 2 − 2   |
| 2  | Damanhur   | 3 maart 1974     | Afrika Cup 1974                      | Zaïre − Guinee          | 2 − 1   |
| 3  | ?          | 28 oktober 1979  | Afrika Cup 1980 kwalificatie         | Zaïre − Guinee          | 3 − 2   |
| 4  | ?          | 11 november 1979 | Afrika Cup 1980 kwalificatie         | Guinee − Zaïre          | 3 − 1   |
| 5  | Conakry    | 23 november 1980 | Vriendschappelijk                    | Guinee − Zaïre          | 2 − 1   |
| 6  | Radès      | 25 januari 2004  | Afrika Cup 2004                      | Congo-Kinshasa − Guinee | 1 − 2   |
| 7  | Colombes   | 16 augustus 2005 | Vriendschappelijk                    | Congo-Kinshasa − Guinee | 3 − 1   |
| 8  | Kigali     | 3 februari 2016  | African Championship of Nations 2016 | Congo-Kinshasa − Guinee | 1 − 1   |
| 9  | Conakry    | 13 november 2016 | WK 2018 kwalificatie                 | Guinee − Congo-Kinshasa | 1 − 2   |
| 10 | Kinshasa   | 11 november 2017 | WK 2018 kwalificatie                 | Congo-Kinshasa − Guinee | 3 − 1   |
| 11 | Abidjan    | 2 februari 2024  | Afrika Cup 2023                      | Congo-Kinshasa − Guinee | 3 − 1   |
| 12 | Kinshasa   | 6 september 2024 | Afrika Cup 2025 kwalificatie         | Congo-Kinshasa − Guinee | 1 − 0   |
| 13 | Abidjan    | 16 november 2024 | Afrika Cup 2025 kwalificatie         | Guinee − Congo-Kinshasa | 1 − 0   |

## Samenvatting
| Competitie                      | Totaal gespeeld | Winst Congo-Kinshasa | Gelijk | Winst Guinee | Doelsaldo Congo-Kinshasa – Guinee |
| ------------------------------- | --------------- | -------------------- | ------ | ------------ | --------------------------------- |
| WK-kwalificatie                 | 2               | 2                    | 0      | 0            | 5 − 2                             |
| Afrika Cup                      | 4               | 2                    | 1      | 1            | 8 − 6                             |
| Afrika Cup-kwalificatie         | 4               | 2                    | 0      | 2            | 5 − 6                             |
| African Championship of Nations | 1               | 0                    | 1      | 0            | 1 − 1                             |
| Vriendschappelijk               | 2               | 1                    | 0      | 1            | 4 − 3                             |
| Totaal                          | 13              | 7                    | 2      | 4            | 23 − 18                           |

Wedstrijden bepaald door strafschoppen worden, in lijn met de FIFA, als een gelijkspel gerekend.
FECOFA · Bondscoaches · Selecties · A-internationals · Vrouwenelftal van Congo-Kinshasa
1960 – 1969 ·
1970 – 1979 ·
1980 – 1989 ·
1990 – 1999 ·
2000 – 2009 ·
2010 – 2019 ·
2020 – 2029
AC 1965 ·
AC 1968 ·
AC 1970 ·
AC 1972 ·
AC 1974 ·
WK 1974 ·
AC 1976 ·
AC 1988 ·
AC 1992 ·
AC 1994 ·
AC 1996 ·
AC 1998 ·
AC 2000 ·
AC 2002 ·
AC 2004 ·
AC 2006 ·
AC 2013
1963 ·
1964 · 
1965 ·
1966 · 
1967 ·
1968 · 
1969 ·
1970 · 
1971 ·
1972 · 
1973 ·
1974 · 
1975 · 
1976 ·
1977 · 
1978 ·
1979 ·
1979 · 
1980 ·
1980 · 
1981 ·
1982 ·
1983 ·
1984 · 
1985 ·
1986 · 
1987 ·
1988 · 
1989 ·
1990 · 
1991 ·
1992 · 
1993 ·
1994 · 
1995 ·
1996 · 
1997 ·
1998 · 
1999 ·
2000 · 
2001 ·
2002 · 
2003 ·
2004 · 
2005 · 
2006 ·
2007 · 
2008 ·
2009 · 
2010 · 
2011 ·
2012 · 
2013 · 
2014 ·
2015 ·
2016 ·
2017 ·
2018 ·
2019 ·
2020 ·
2021 ·
2022 ·
2023
Algerije ·
Angola ·
Bahrein ·
Benin ·
Botswana ·
Brazilië ·
Burkina Faso ·
Burundi ·
Centraal-Afrikaanse Republiek ·
China ·
Congo-Brazzaville ·
Djibouti ·
Egypte ·
Equatoriaal-Guinea ·
Ethiopië ·
Gabon ·
Gambia ·
Ghana ·
Guinee ·
Irak ·
Ivoorkust ·
Joegoslavië ·
Kaapverdië ·
Kameroen ·
Kenia ·
Lesotho ·
Liberia ·
Libië ·
Madagaskar ·
Malawi ·
Mali ·
Marokko ·
Mauritanië ·
Mauritius ·
Mexico ·
Mozambique ·
Namibië ·
Nieuw-Zeeland ·
Niger ·
Nigeria ·
Oeganda ·
Oman ·
Qatar ·
Roemenië ·
Rwanda ·
Saoedi-Arabië ·
Schotland ·
Senegal ·
Seychellen ·
Sierra Leone ·
Soedan ·
Swaziland ·
Tanzania ·
Togo ·
Tsjaad ·
Tunesië ·
Zambia ·
Zimbabwe ·
Zuid-Afrika ·
Zuid-Soedan
FGF · A-internationals · Guinees vrouwenelftal
1960-1969 ·
1970-1979 ·
1980-1989 ·
1990-1999 ·
2000-2009 ·
2010-2019 ·
2020-2029
AC 1970 ·
AC 1974 ·
AC 1976 ·
AC 1980 ·
AC 1994 ·
AC 1998 ·
AC 2004 ·
AC 2006 ·
AC 2008 ·
AC 2012
1962 ·
1963 ·
1964 ·
1965 ·
1966 ·
1967 ·
1968 ·
1969 ·
1970 ·
1971 ·
1972 ·
1973 ·
1974 ·
1975 ·
1976 ·
1977 ·
1978 ·
1979 ·
1980 ·
1981 ·
1982 ·
1983 ·
1984 ·
1985 ·
1986 ·
1987 ·
1988 ·
1989 ·
1990 ·
1991 ·
1992 ·
1993 ·
1994 ·
1995 ·
1996 ·
1997 ·
1998 ·
1999 ·
2000 ·
2001 ·
2002 ·
2003 ·
2004 ·
2005 ·
2006 ·
2007 ·
2008 ·
2009 ·
2010 ·
2011 ·
2012 ·
2013 ·
2014 ·
2015 ·
2016 ·
2017 ·
2018 ·
2019 ·
2020 ·
2021 ·
2022 ·
2023 ·
2024
Algerije ·
Angola ·
Benin ·
Bermuda ·
Botswana ·
Brazilië ·
Burkina Faso ·
Burundi ·
Cambodja ·
Centraal-Afrikaanse Republiek ·
Chili ·
China ·
Comoren ·
Congo-Brazzaville ·
Congo-Kinshasa ·
DDR ·
Egypte ·
Equatoriaal-Guinea ·
Ethiopië ·
Gabon ·
Gambia ·
Ghana ·
Guinee-Bissau ·
Indonesië ·
Irak ·
Iran ·
Ivoorkust ·
Kaapverdië ·
Kameroen ·
Kenia ·
Kosovo ·
Lesotho ·
Liberia ·
Libië ·
Madagaskar ·
Malawi ·
Mali ·
Marokko ·
Mauritanië ·
Mauritius ·
Mozambique ·
Namibië ·
Niger ·
Nigeria ·
Noord-Korea ·
Oeganda ·
Rwanda ·
Senegal ·
Sierra Leone ·
Soedan ·
Somalië ·
Swaziland ·
Tanzania ·
Togo ·
Tsjaad ·
Tunesië ·
Turkije ·
Vanuatu ·
Venezuela ·
Vietnam ·
Zaïre ·
Zambia ·
Zimbabwe ·
Zuid-Afrika ·
Zuid-Jemen